# Georg von Metaxa
Georg Felix von Metaxa est un joueur autrichien de tennis né le 7 octobre 1914 à Vienne en Autriche-Hongrie et mort en avril 1945 en Yougoslavie ou le 12 décembre 1944 à Arnoldsweiler en Allemagne,

## Biographie
La famille Metaxa est originaire de l'île grecque de Céphalonie, Georg von Metaxa possède la nationalité autrichienne et grecque. Son père Stefan, titulaire d'un doctorat en droit, était employé municipal à Vienne et sa mère Marianne Stainach était comtesse.

## Carrière
Finaliste en double du Tournoi de Wimbledon en 1938 avec Henner Henkel, perdu contre Donald Budge et Gene Mako 6-4, 3-6, 6-3, 8-6.
Pour la campagne de Coupe Davis de 1936, il fait équipe avec Adam Baworowski, joueur d'origines polonaises né à Vienne. Au premier tours, ils jouent contre la Pologne et s'inclinent 3 tours plus tard contre la Yougoslavie. En 1937, ils affrontent l'Allemagne pour leur premier tour et s'inclinent face à la paire Henner Henkel et Gottfried von Cramm. À partir d'avril 1938, l'Autriche est intégrée à l'Allemagne. Après le refus de la fédération grecque de l'intégrer, von Metaxa accepte de jouer sous la bannière nazie et, de son côté, Baworowski rejoint la Pologne. En 1939, l'Allemagne et la Pologne se rencontrent. Von Metaxa et Henner Henkel battent la paire Adam Baworowski et Josef Hebda, mais perdent la finale inter-zone 5-0 contre l'Australie de John Bromwich et Adrian Quist.
Quand l'Allemagne envahit la Pologne, Von Metaxa et Baworowski se retrouvent pris dans l'engrenage de la guerre. Ils périssent sur le front : Boworowski à Stalingrad en 1944 et Von Metaxa en Yougoslavie, en 1945,.
Von Metaxa joue 16 rencontre de Coupe Davis de 1933 à 1939, 7 avec l'Autriche et 9 avec l'Allemagne. Il cumule 19 victoires pour 16 défaites, en simple 9 victoires pour 10 défaites et en double 10 victoires pour 6 défaites.

### Finales en simple
- 1934 à Vienne contre Franz Matejka (6-3, 4-6, 5-7, 6-3, 6-4)